# Dimophora fumipennis
Demophorus fumipennis
Espèce
Synonymes
- Demophorus fumipennis Théobald, 1937.

Dimophora fumipennis est une espèce fossile d'insectes hyménoptères de la famille des Ichneumonidae et du genre Dimophora.

## Classification
Demophorus fumipennis est décrit en 1937 par le paléontologue français Nicolas Théobald (1903-1981) dans sa thèse,. 

### Fossiles
Le spécimen holotype Am14 vient des collections du Muséum national d'histoire naturelle de Paris, et provient du gypse d'Aix-en-Provence dans les Bouches-du-Rhône. Il est aussi connu au Muséum national d'histoire naturelle de Paris sous la référence MNHN.F.B24395.

### Étymologie
L'épithète spécifique fumipennis signifie en latin « stylo à fumée ».

### Renommage
Demophorus fumipennis est renommé en Dimophora fumipennis selon GBIF et BioLib.

## Description

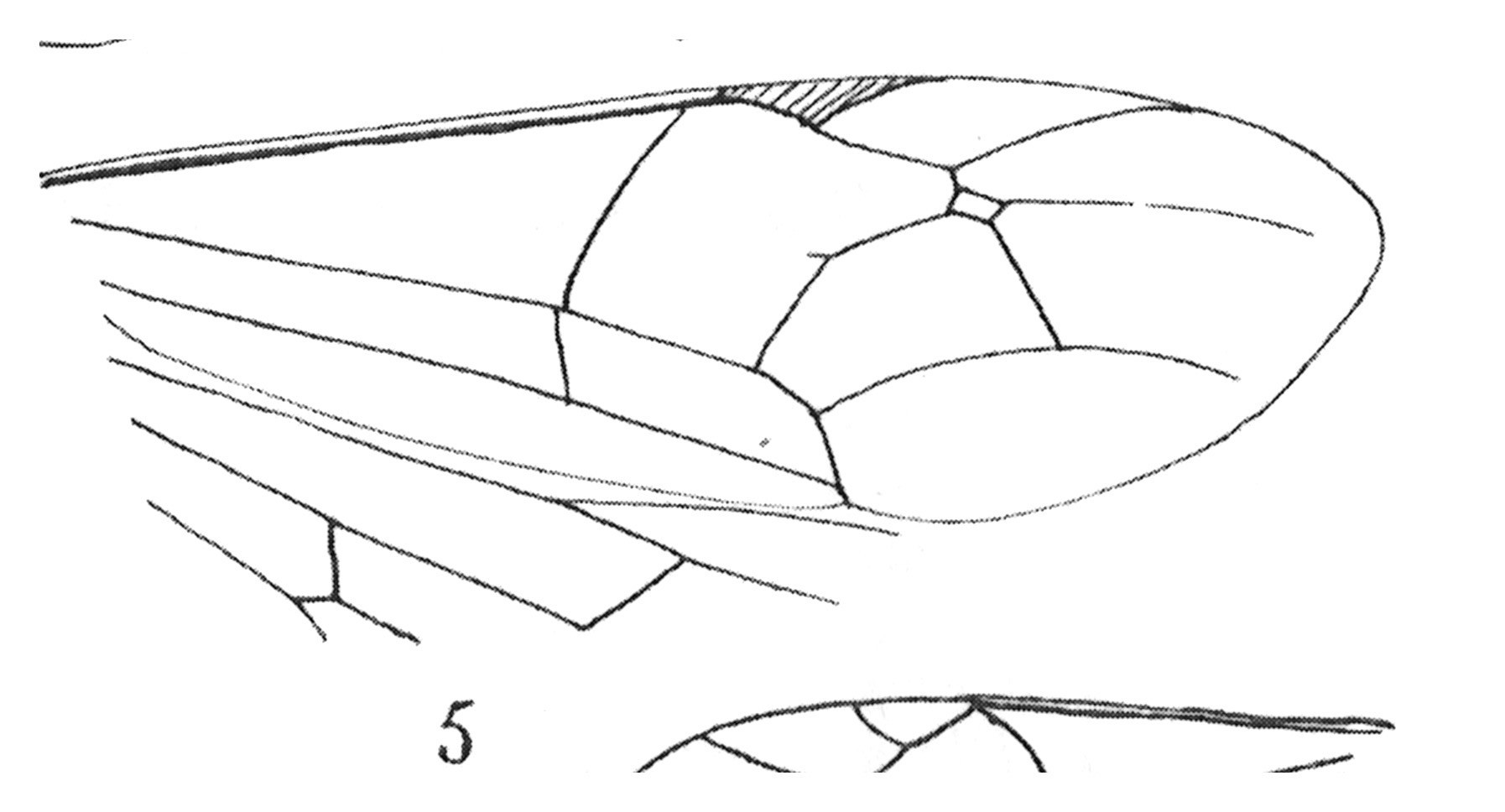
Demophorus fumipennis aile 1937 N. Théobald Holotype, éch Am14 p. 305 pl. XXIV Hyménoptères du Stampien d'Aix-en-Provence.

### Caractères
La diagnose de Nicolas Théobald de 1937, : 

« Insecte couché sur le côté, corps noirâtre, pattes brunes, ailes enfumées dans leur partie distale, au delà du stigma. Tête petite, verticale ; un œil visible sous forme d'une bande verticale en relief ; front légèrement en saillie ; antennes homonomes, courtes, n'atteignant pas l'extrémité du thorax, articles courts. Thorax robuste, renflé, nettement segmenté. Abdomen pétiolé ; premier article claviforme, presque vertical, inséré à l'extrémité du thorax, les autres plus larges, le 4e et le 5e aussi hauts que larges, le 8e très court ; l'abdomen se termine en forme de soc de charrue. Tarière exsertile, courte, relevée vers le haut et légèrement recourbée. Pattes brunes, longues. Ailes bien conservées, transparentes à la base, enfumées vers le sommet ; stigma noir, étroit et court ; cellule radiale courte et large, 2e abcisse radiale près de deux fois aussi longue que la 1re, la rencontrant sous un angle très ouvert ; aréole pétiolée, subquadrangulaire ; nervure discïdo-cubitale avec ramellus ; nervellus antéfurcal, cassé en dessous de son milieu. ».

### Dimensions
La longueur totale est de 10 mm, la tarière a une longueur 1 mm, les ailes ont une longueur 5 mm, les antennes ont une longueur de 2 mm.

### Affinités
« L'attribution aux Ophioninae résulte de son aréole quadrangulaire, de son abdomen comprimé et pétiolé. L'échantillon semble voisin du genre Demophorus, mais ne peut être rapproché d'aucune forme actuelle. ».

### Publication originale
- [1937] Nicolas Théobald, « Les insectes fossiles des terrains oligocènes de France 473 p., 17 fig., 7 cartes,13 tables, 29 planches hors texte », Bulletin Mensuel de la Société des Sciences de Nancy et Mémoires de la Société des sciences de Nancy, Imprimerie G. Thomas,‎ 1937, p. 1-473 (ISSN 1155-1119 et 2263-6439, OCLC 786027547). .